# Sebastián Pérez Cardona
Sebastián Pérez Cardona (Medellín, 29 marzo 1993) è un calciatore colombiano, centrocampista svincolato.
Insieme a Franco Armani è il calciatore dell'Atlético Nacional che ha vinto più titoli nella storia della squadra (dieci).

## Carriera

### Club
Ha esordito nel 2011 con l'Atlético Nacional. Nel 2016 si trasferisce al Boca Juniors.

### Nazionale
Nel 2011 viene convocato nell'Under-20 per prendere parte al campionato mondiale di calcio Under-20.
Viene convocato per la Copa América Centenario negli Stati Uniti.

## Palmarès

### Club

#### Competizioni nazionali
- Campionato colombiano: 5

Atlético Nacional: 2011-I, 2013-I, 2013-II, 2014-I, 2015-II
- Copa Colombia: 2

Atlético Nacional: 2012, 2013
- Súper Liga: 2

Atlético Nacional: 2012, 2016
- Campionato argentino: 2

Boca Juniors: 2016-2017, 2017-2018

#### Competizioni internazionali
- Coppa Libertadores: 1

Atlético Nacional: 2016

### Nazionale
- Campionato sudamericano Under-20: 1

2013